# Alexander Halprin
Alexander Halprin, in russo Александр Гальприн? (San Pietroburgo, 21 marzo 1868 – Vienna, 20 maggio 1921), è stato uno scacchista russo naturalizzato austriaco.

## Principali risultati
Nel 1895/96 si classificò 6° a Vienna (vinsero Carl Schlechter e Max Weiss).
Nel 1897/98 si classificò 3°-4° a Vienna (vinse Georg Marco).
Nel 1898 si classificò 16° nel fortissimo torneo di Vienna (Kaiser-Jubiläumsturnier, vinto da Siegbert Tarrasch e Harry Pillsbury). Halprin, Marco, e Hugo Fähndrich erano gli editori della rivista Wiener Schachzeitung, che pubblicò supplementi con partite annotate per tutta la durata del torneo.
Nel 1900 si classificò 6° a Vienna (vinse Carl Schlechter) e 13° a Monaco di Baviera (12º Congresso della Deutsche Schachbunden, vinto da Pillsbury, Schlechter e Géza Maróczy).
Morì a Vienna per un attacco cardiaco il 20 maggio 1921, all'età di 53 anni.

## Curiosità
La partita che Halprin disputò con Pillsbury a Monaco nel 1900 (terminata patta) è stata usata come base per la creazione del racconto fantasy La Variante dell'Unicorno di Roger Zelazny (1981), che con questa storia ha vinto l'anno successivo il Premio Hugo per la migliore novelette. Lo stesso Zelazny racconta (in una postfazione assente nelle edizioni italiane del racconto) che il suo protagonista gioca la parte di Halprin, mentre l'Unicorno quella di Pillsbury.